# Ciudad Universitaria de la Universidad Nacional Mayor de San Marcos
La Ciudad Universitaria de la Universidad Nacional Mayor de San Marcos (siglas: CU-UNMSM), conocida simplemente como Ciudad Universitaria o en ocasiones como Ciudad Universitaria de Lima, es el campus principal de la Universidad Nacional Mayor de San Marcos.
Asimismo, es el punto focal de la avenida Universitaria, por darle a esta su nombre y por ser el punto desde el cual esta vía se expande tanto hacia el norte como al sur. Sus principales entradas se ubican en las avenidas Universitaria Sur, Venezuela, Germán Amézaga y Óscar R. Benavides (ex Colonial), en el distrito de Lima. 
La Ciudad Universitaria fue edificada por Alfredo Dammert, Manuel Valega y Carlos Morales Macchiavelo en 1949. Fue inaugurado a fines de la década de los 50, para albergar a los alumnos, debido a la sobrepoblación estudiantil creciente que acaecía sobre la Casona, que fue la antigua sede del claustro universitario.
En la Ciudad Universitaria se ubican las principales instalaciones administrativas de la universidad, como el Rectorado. También es sede de diecisiete de sus veinte facultades, la Biblioteca Central, el Estadio de la Universidad de San Marcos, el Gimnasio Universitario, el Comedor Universitario, una de las residencias universitarias. Además, incluye el complejo arqueológico de la Huaca San Marcos, que es preservada y estudiada por alumnos e investigadores sanmarquinos.

## Infraestructura administrativa

### Rectorado
El rectorado es el órgano de gobierno universitario constituido principalmente por el rector. Tiene su sede en el edificio Jorge Basadre. El rector es la primera autoridad ejecutiva de la universidad, así como su representante legal e imagen institucional de ella. La Universidad de San Marcos ha tenido 213 rectores desde su fundación, diversos personajes importantes y respetables han asumido el rectorado de la universidad a lo largo de la época virreinal y republicana del Perú, es así que el rector magnificus es también símbolo de la continuidad institucional desde la fundación hasta el presente. La actual rectora es Jeri Ramón.

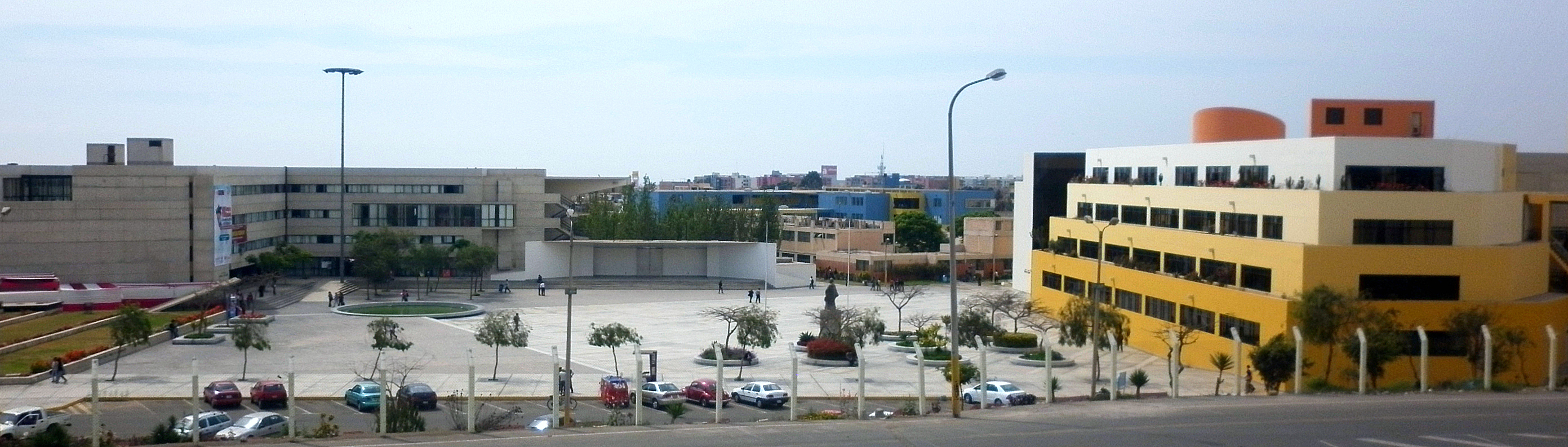
Vista de la plaza principal de la Ciudad Universitaria de la UNMSM; al lado izquierdo se ubica el edificio Jorge Basadre, sede del Rectorado; al lado derecho el edificio Pedro Zulen, sede de la Biblioteca Central; al centro el monumento de fray Tomás de San Martín.

## Infraestructura de servicios

### Biblioteca Central

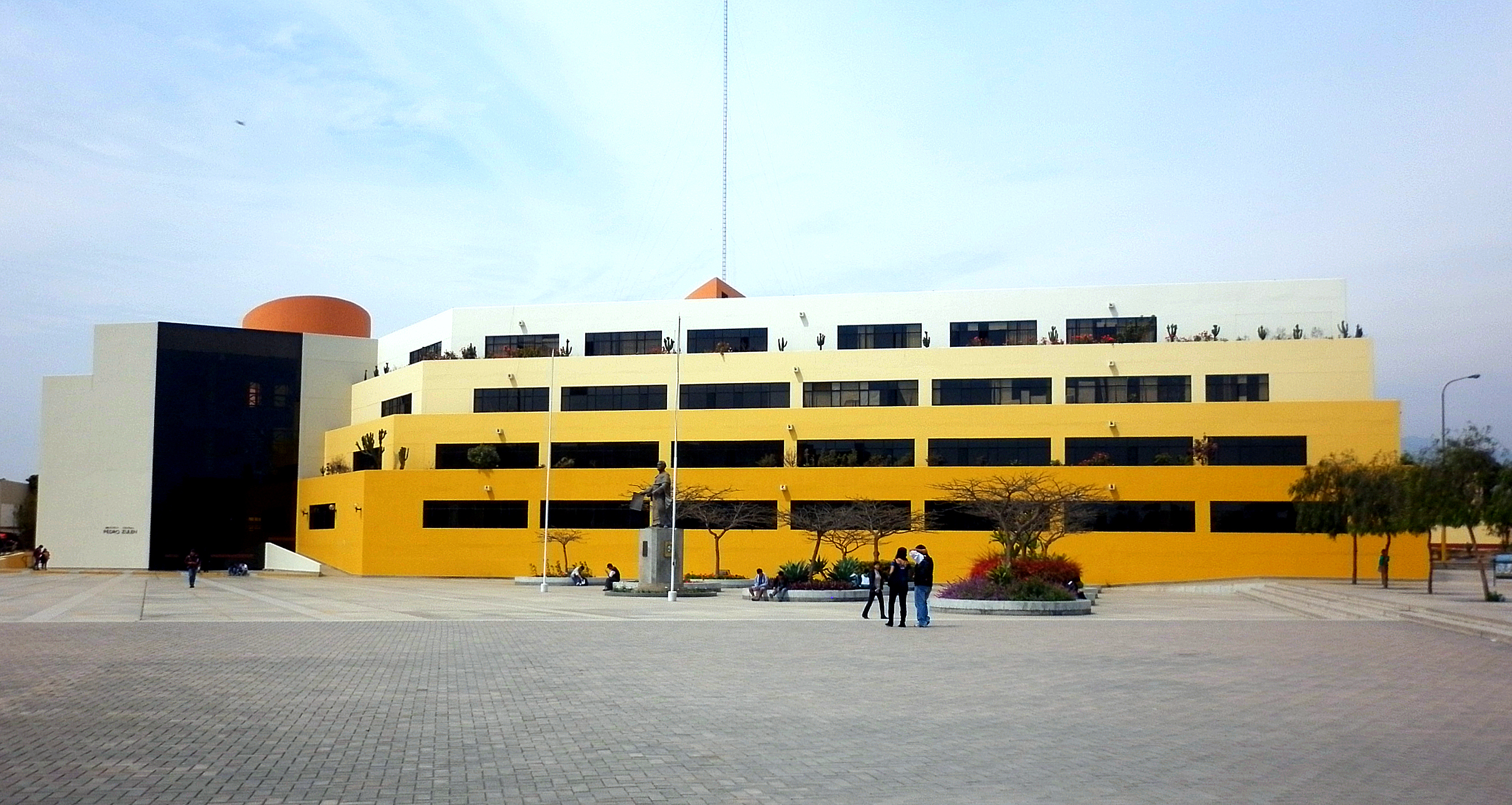
Vista exterior frontal del edificio Pedro Zulen, sede la Biblioteca Central. Allí se conservan documentos datados desde el

Desde 1768, la universidad buscó instituir (además de las colecciones propias de cada facultad) una biblioteca central; sin embargo, esta no llegaría a concretarse del todo hasta 1871. Saqueadas durante la ocupación chilena durante la Guerra del Pacífico, a inicios del siglo XX, se inició un proceso modernización emprendido por el reconocido bibliotecólogo Pedro Zulen y el historiador peruano Jorge Basadre, proceso que logró la reorganización y catalogación total de los títulos habidos. La actual biblioteca central "Pedro Zulen" de la universidad es la culminación de varios proyectos de informatización y modernización. La biblioteca central funciona en un edificio de 19.800 m², siendo así la biblioteca universitaria más grande del Perú y una de las más grandes de América Latina. Está constituida de cuatro edificios unidos entre sí, tiene cinco niveles y se ubica en la Plaza cívica del campus universitario.
El edificio tiene la capacidad de atención a 2,500 usuarios simultáneamente. Posee un escenario multifuncional, 400 butacas y diversos sistemas de alta tecnología que permiten la vigilancia por videocámara, conexión a Internet, sistemas de videoconferencia, proyectores multimedia, radio enlaces, y equipos de audio y sonido profesional. La biblioteca cuenta con todos sus procesos automatizados, como por ejemplo lo relacionado con la adquisición de publicaciones de la universidad, así como la catalogación y clasificación de los textos y recursos que ofrece la biblioteca. La universidad busca digitalizar toda la información de origen nacional que se encuentra en la biblioteca a través de su servicio de biblioteca virtual, de este modo a mediano plazo incluiría colecciones de periódicos y revistas (que datan del siglo XVIII), libros de reconocidos autores peruanos, e importantes obras que, por su escaso número o al ser ejemplares únicos, son de uso restringido. La biblioteca central "Pedro Zulen", con el auspicio del UNESCO, dirige la iniciativa de desarrollar e implementar procesos de digitalización y publicación electrónica en el área de las tesis y otros documentos, utilizando para ello estándares internacionales como OAI-PMH, TEI Lite, Dublin Core, ETD-MS, XML, entre otros. Esta iniciativa que ha recibido el nombre de Cybertesis de la Universidad de San Marcos es actualmente el repositorio más grande del Perú.

### Sistema de bibliotecas (SISBIB)
Cada una de las facultades de la Universidad Nacional Mayor de San Marcos cuenta con su propia biblioteca especializada en las áreas de estudio de cada facultad, éstas se conectan entre sí a través del "sistema de bibliotecas" (SISBIB) de la universidad. Actualmente, además del Sistema de bibliotecas, la Universidad de San Marcos cuenta con la "Biblioteca Central Pedro Zulen", que incluye la mayor parte de los títulos de la universidad, y que dirige la actividad principal del SISBIB.

### Clínica y consultorios universitarios

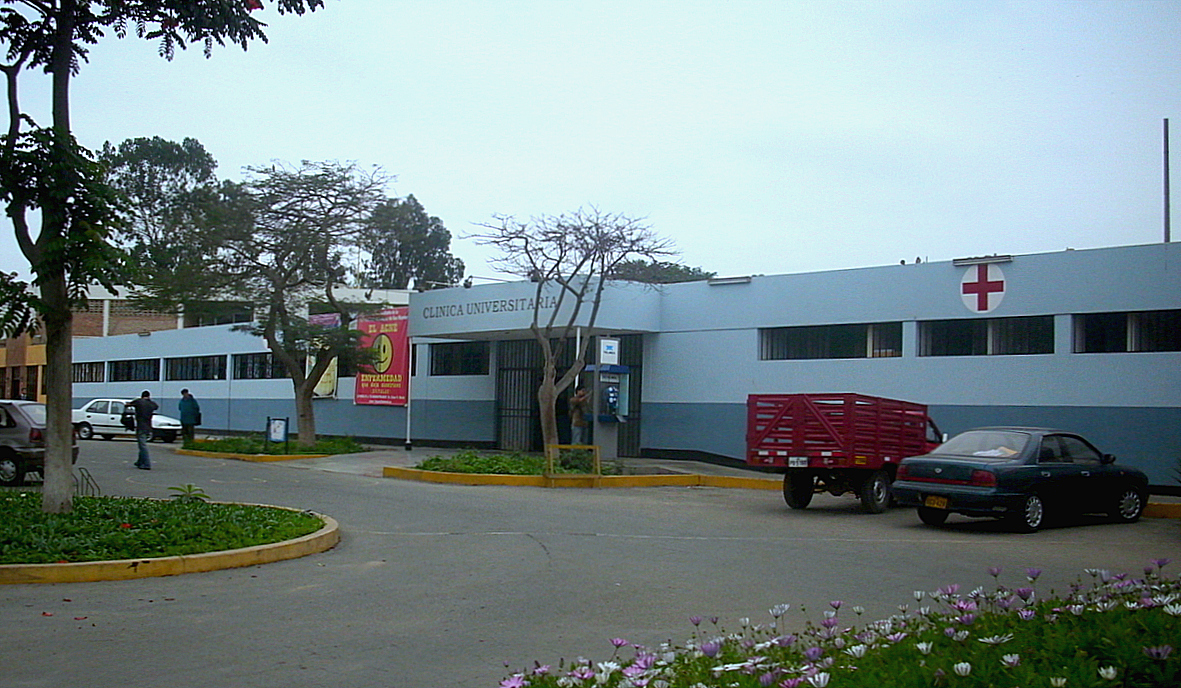
Clínica de la Universidad de San Marcos, en ella se ofrecen servicios de atención médica y consultorios a los alumnos, profesores, trabajadores, y a la comunidad vecina.

La actual Clínica de la Universidad de San Marcos, inaugurada en febrero de 1998, reorganizando los consultorios clínicos anteriores, se ubica dentro del campus universitario. En este centro de salud se realizan atenciones a estudiantes, jubilados, docentes, personal administrativo y a la comunidad vecina, realizando operaciones y otros casos de emergencia por traumatismo, quemaduras y lesiones graves. Brinda servicios de farmacia, radiología, enfermedades respiratorias, despistaje de diabetes, sida, psicología, odontología, ginecología, etc. Regularmente realiza, en conjunto con otras instituciones, campañas de vacunación, de donación de sangre, y de educación sexual.

### Residencia universitaria

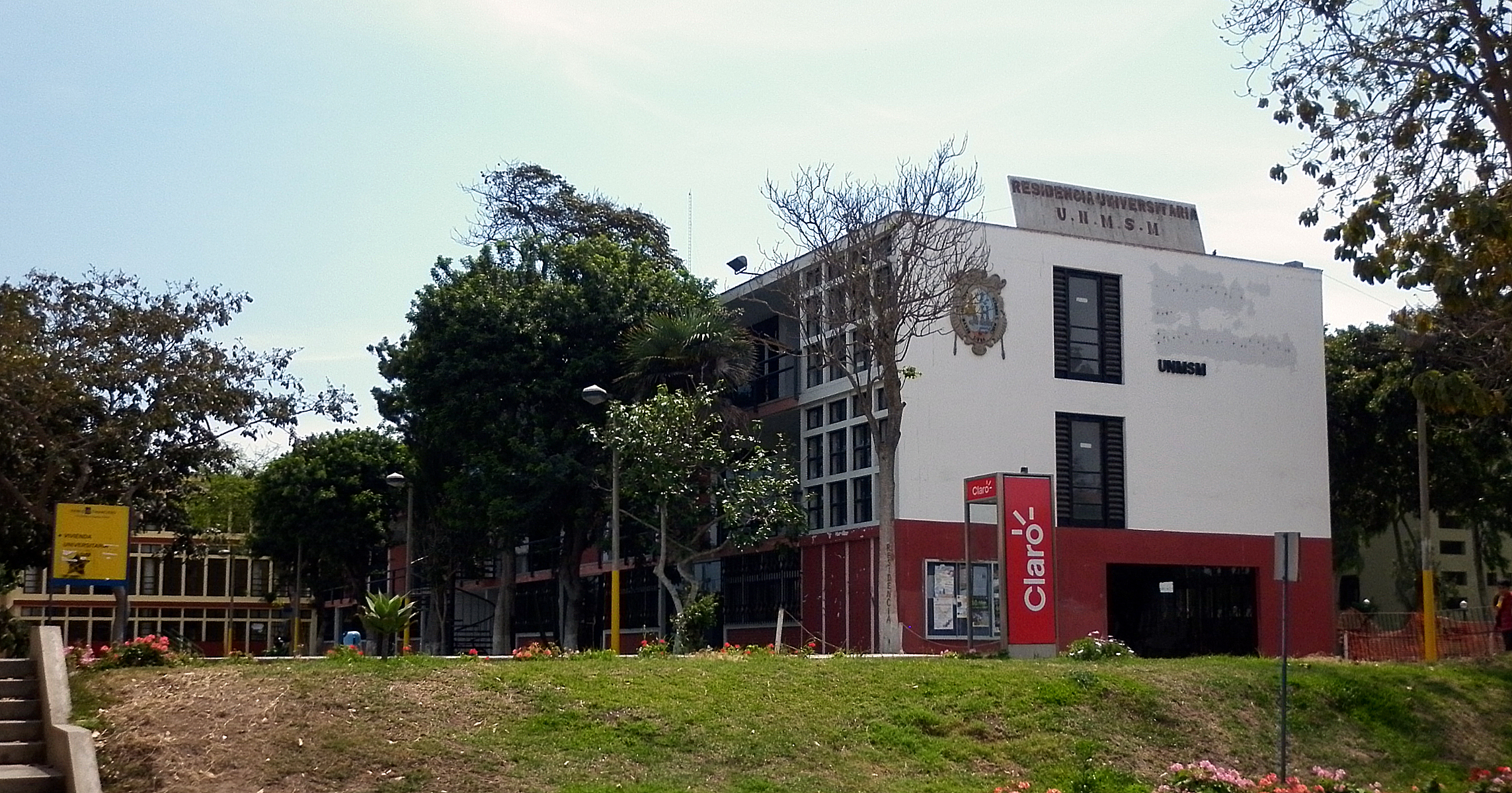
Vista exterior de la Residencia de la "Ciudad Universitaria". Actualmente se alojan en ella 102 alumnos de bajos recursos y de diversas provincias.

- La Residencia de la Ciudad Universitaria está ubicada en el campus principal, entre las avenidas Universitaria y Venezuela. Alberga estudiantes hombres y mujeres; provenientes de la costa, sierra y selva del Perú; de todas las especialidades. Esta residencia alberga actualmente 101 estudiantes.[6]

### Centro de producción, librería y distribuidora

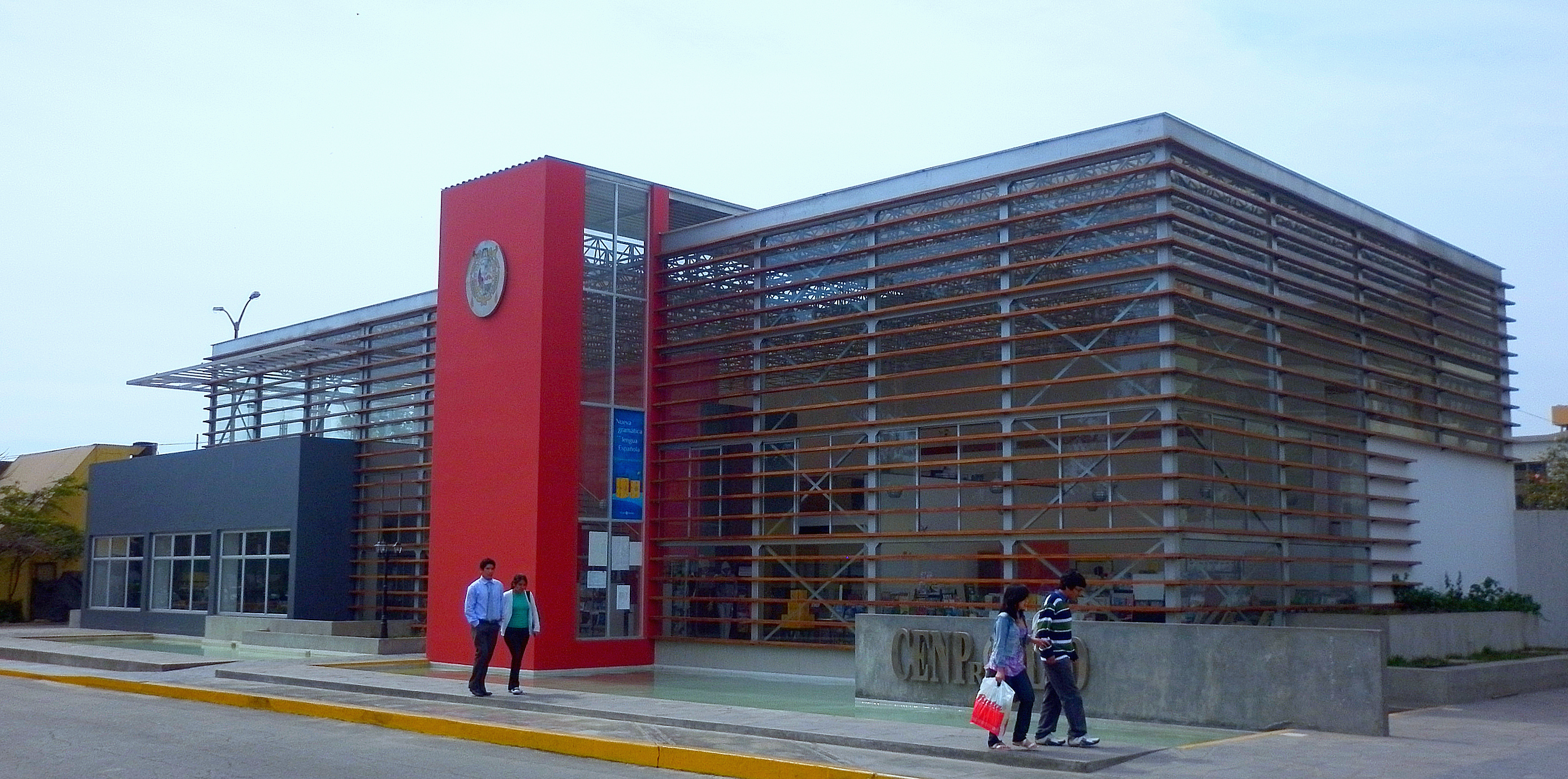
Centro de Producción, Librería y Distribuidora de la Universidad de San Marcos (CENPROLID), en él se distribuyen los libros del Fondo Editorial de la UNMSM.

El Fondo Editorial de la Universidad Nacional Mayor de San Marcos es una división de dicha universidad que se encarga de publicar libros, revistas y periódicos que reciben en propuestas hechas a través de varias instancias. Su campo de trabajo es amplio, siendo publicado no solo a través del tradicional formato impreso, sino también vía Internet. Para comprar los formatos impresos, hay que ingresar a la librería y centro de producción de la universidad: "CENPROLID", ubicado en su mismo campus.
Para que un trabajo consiga ser publicado bajo el sello de este Fondo, debe de cumplir con las normas de publicación impuestas para tal caso. Asimismo, debe de cumplir con un Manual de estilo, que el sello brinda a través de su página web.

## Infraestructura deportiva

### Estadio de la Universidad de San Marcos
El Estadio de la Universidad Nacional Mayor de San Marcos, llamado también "Estadio Monumental de San Marcos" o simplemente "Estadio San Marcos", se encuentra ubicado prácticamente en el centro de la "Ciudad Universitaria". Sus accesos principales son por la cuadra 5 de la Av. Amézaga, y por la cuadra 36 de la Av. Venezuela, en la ciudad de Lima, Perú. Fue inaugurado en 1951 conmemorando los 400 años de fundación de la universidad. El Estadio universitario cuenta con una capacidad total para 67 469 personas, sin embargo actualmente tiene una capacidad permitida máxima de 43 000 por problemas de evacuación, pese a ello es uno de los estadios más grandes del Perú. Actualmente es el estadio oficial del equipo de fútbol Club Deportivo Universidad San Marcos, que juega en la Copa Perú. Además el estadio es utilizado para actividades extra-académicas de los estudiantes, docentes y personal administrativo de la Universidad de San Marcos. Recientemente se ha popularizado su uso como escenario de conciertos, destacan entre ellos las presentaciones de Iron Maiden, Metallica, de Bon Jovi, y de Green Day.

## Polémica sobre obras viales
Desde el año 2007 se estuvieron realizando obras viales en los exteriores de la "Ciudad Universitaria". Las obras impuestas por el alcalde Luis Castañeda de la Municipalidad Metropolitana de Lima fueron duramente cuestionadas y rechazadas por miles de alumnos Sanmarquinos, debido a que el exalcalde pretendía mutilar casi 30,000 metros cuadrados del campus, y debido a que la construcción de un anillo vial implicaría la desaparición de parte de las áreas verdes y de las zonas de amortiguamiento necesarias para las actividades académicas en el campus. En el año 2008, especialistas de la Universidad Nacional de Ingeniería y del CDL- Colegio de Ingenieros del Perú se sumaron al oportuno pedido estudiantil para la reformulación de las obras de la municipalidad, señalando que ese proyecto vial estaba sobre dimensionado, que carecía de sustentos técnicos suficientes, que no era necesario mutilar el campus ya que había otras opciones para los flujos de tránsito en la zona. El apoyo de varios congresistas y de la población puso frenos al proyecto del exalcalde. En agosto del año 2008, las obras fueron paralizadas por una medida cautelar del Instituto Nacional de Cultura (INC), al constatarse que dichas obras dañaron parte del patrimonio cultural en la Huaca San Marcos.
Finalizada la gestión del exalcalde Luis Castañeda, los Sanmarquinos esperan un nuevo acuerdo con la entrante gestión de la alcaldesa Susana Villarán (2011). Ese mismo año, la nueva gestión municipal reconoció que el anillo vial es innecesario, dándole la razón a la postura de la Universidad de San Marcos que tenía sustento en las evaluaciones de especialistas del Colegio de Ingenieros del Perú y de la Universidad Nacional de Ingeniería. Representantes de la universidad tomaron esta noticia de la mejor forma, y confían poder llegar a una conciliación con la comuna limeña.